# Taxandria callistachys
Taxandria callistachys är en myrtenväxtart som beskrevs av Judith Roderick Wheeler och Neville Graeme Marchant. Taxandria callistachys ingår i släktet Taxandria och familjen myrtenväxter. Inga underarter finns listade i Catalogue of Life.